# Relações exteriores de Niue

Relações exteriores de Niue

Niue mantém relações diplomáticas com outros países e organizações multilaterais.
Niue é um país  no Oceano Pacífico em um estado de livre associação com a Nova Zelândia. A Rainha no direito da Nova Zelândia é o chefe de Estado de Niue - Niue como tal faz parte do Reino de Nova Zelândia.
O repertório de Prática da Organização das Nações Unidas  registra que, em 1988, "A Nova Zelândia afirmou ... que a sua futura participação em acordos internacionais deixariam de estender a ... Niue". Niue foi concedida a adesão da UNESCO em 1993 e da Organização Mundial da Saúde em 1994. Também em 1994, o Secretariado das Nações Unidas "reconheceu a capacidade de elaboração de tratados de Niue".
Nova Zelândia mantém um vínculo constitucional com Niue em relação à cidadania, com pessoas de Niue serem cidadãos de Nova Zelândia.

Niue conduz as relações bilaterais com outros países e interage com a comunidade internacional como um estado independente.
Apesar de auto-governo, Nova Zelândia gere a sua defesa e relações exteriores, a pedido de Niue. Como as Ilhas Cook, no entanto, Niue começou a estabelecer relações diplomáticas formais com os Estados soberanos. Em novembro de 2015, 19 outros estados mantêm relações diplomáticas com Niue. O embaixador da China na Nova Zelândia, Zhang Limin, é credenciado no Niue, e se tornou o primeiro embaixador chinês para apresentar suas credenciais lá em outubro de 2008.

## Relações diplomáticas
Os seguintes países estabeleceram relações diplomáticas formais com Niue.

### Oceania
- Austrália (27 de Fevereiro de 2013)[5]
- Ilhas Cook (2013)[6]
- Fiji (Novembro de 2015)[7][8]
- Nauru (9 de Janeiro de 2004 )[9]
- Nova Zelândia (2 de Agosto de 1993)
- Papua Nova Guiné (9 de Dezembro de 2014)[10][11]
- Samoa (Junho de 2014 )[12]

### Europa
- União Europeia (23 de janeiro de 2001)
- França (15 de janeiro de 2012 )[13][14][15]
- Itália (12 de setembro de 2015)[16]
- Kosovo (23 de junho de 2015)[17]
- Turquia (7 de junho de 2014)[18]

### Ásia
- China (12 de dezembro de 2007);[19][20]
- Índia (30 de agosto de 2012)[21]
- Israel (24 de maio de 2011)[22][23][24]
- Japão (4 de agosto de 2015)[25][note 1]
- Malásia (30 de janeiro de 1996)
- Singapura (6 de agosto de 2012)[26]
- Tailândia (27 de agosto de 2013)[27]

### Américas
- Brasil (2 de Setembro de 2016)[28]
- Cuba (5 de Setembro de 2014)[29]

## Participação internacional organização
- ACP, OASIS, ESCAP (associado), FAO, FIDA, OPCW, Pacific Islands Forum, SPARTECA, SPC, UNESCO, OMS, a OMM
- In November 2011, Niue was one of the eight founding members of Polynesian Leaders Group, a regional grouping intended to cooperate on a variety of issues including culture and language, education, responses to climate change, and trade and investment.[30][31][32]

## Participação em tratados e convenções internacionais
- Convenção de Biodiversidade e seu Acordo de Cartagena Protocol, Cotonou, POPs Project, UNCCD, CNUDM, UNFCCC e seu Protocolo de Quioto